# Booßen
Booßen (Anhörenⓘ) ist ein Ortsteil der kreisfreien Stadt Frankfurt (Oder) in Brandenburg.

## Geografie

### Geografische Lage
Booßen liegt sieben Kilometer nordwestlich des Stadtgebietes von Frankfurt (Oder) zwischen den Ausläufern der Lebuser Platte und dem circa 104 Hektar großen Naturschutzgebiet Booßener Teiche, etwa 75 Kilometer östlich von Berlin. Von West nach Ost fließt der kleine Bach Mühlgraben durch Booßen. Der Mühlgraben beginnt mit zwei Quellen am „Schwarzen Berg“ und endet in den Booßener Fischteichen.

### Nachbargemeinden
Östlich von Booßen liegt fünf Kilometer entfernt Kliestow, ein Ortsteil von Frankfurt (Oder), sechs Kilometer westlich Treplin, eine Gemeinde im Landkreis Märkisch-Oderland, und elf Kilometer nördlich das Amt Lebus.

### Gemeindegliederung
Booßen wird von der Stadt Frankfurt (Oder) verwaltet, zu der auch die Ortsteile Güldendorf, Lossow, Lichtenberg, Markendorf-Siedlung, Markendorf, Hohenwalde, Rosengarten/Pagram und Kliestow gehören.

## Geschichte
Booßen wurde Anfang des 13. Jahrhunderts durch die Besiedlungswelle der Askanier gegründet und mit 64 Hufen ausgestattet. Es waren nur wenige wendische Bauern und Fischer ansässig. Die neu angesiedelten Bauern mussten Feldsteine von gerodeten Feldern an den Ort bringen, wo man 1250 die erste Kirche als Wehrkirche erbaute.
Markgraf Waldemar übereignete der Stadt Frankfurt (Oder) am 7. Juli 1317 das Dorf Boz, das ist die erste urkundliche Erwähnung des Ortes. Im Jahr 1395 hieß der Ort Boetz und 1432 Bosse. 1432 wurde Frankfurt durch die Hussiten belagert und der Ort wurde geplündert. Während des Dreißigjährigen Krieges wurde Booßen 1636 völlig zerstört. 1665 wurde der Ort Bohsen, 1671 Bhosse und 1688 Bohsen genannt.
Auf dem Wiener Kongress wurde Preußen 1815 in zehn Provinzen aufgeteilt. Mit der Provinz Brandenburg entstanden die Regierungsbezirke Potsdam, Berlin und Frankfurt (Oder). Im Zuge der Verwaltungsreform wurde das Dorf Booßen der Stadt Frankfurt (Oder) zugeordnet, die gleichzeitig auch Hauptstadt des Regierungsbezirkes war und mit den umliegenden Dörfern den eigenen Kreis Frankfurt bildete. Am 1. Januar 1827 wurde Frankfurt (Oder) kreisfrei, der Kreis Frankfurt wurde aufgelöst und Booßen an den Landkreis Lebus abgegeben.

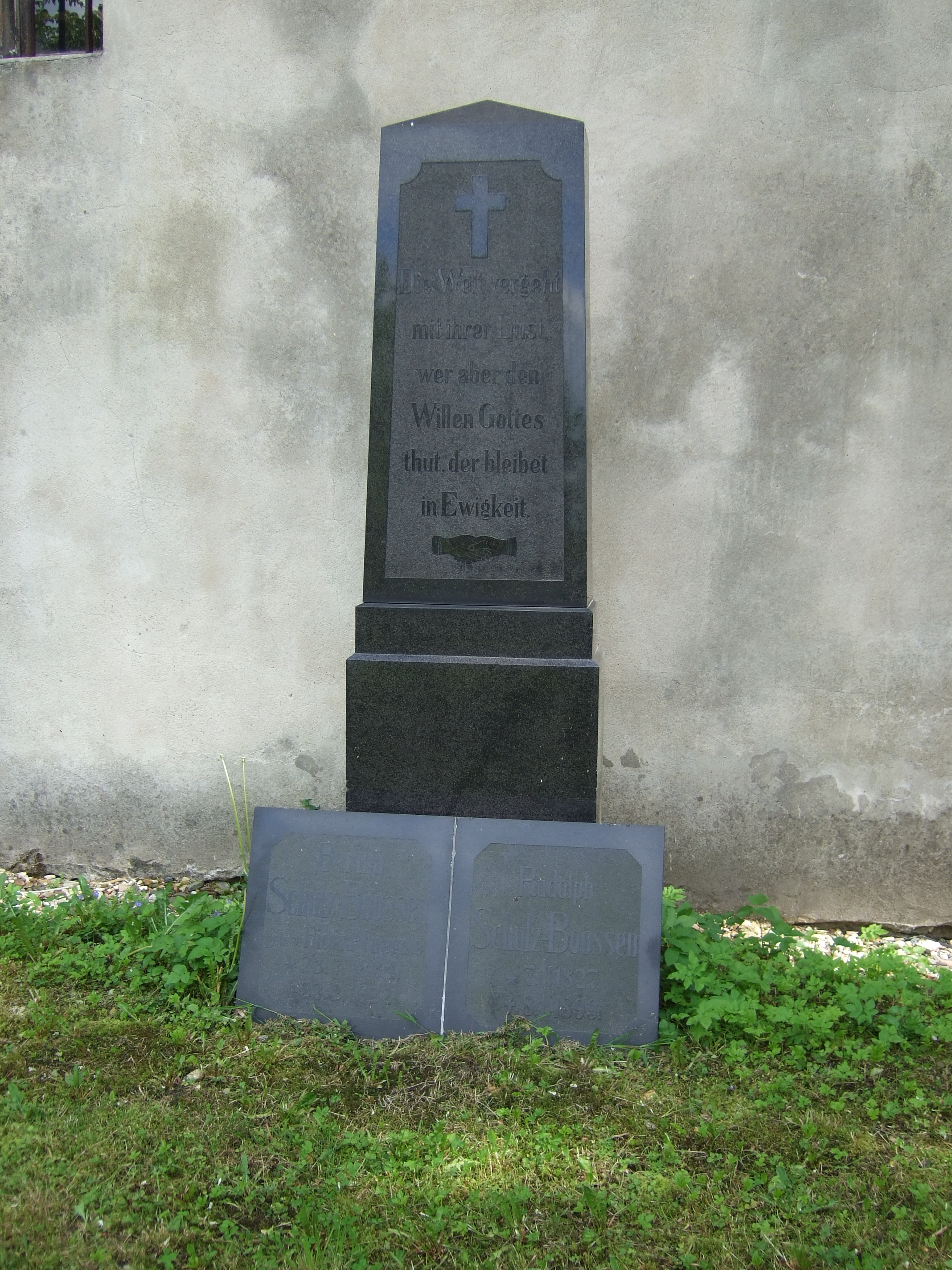
Grabmal von Bertha Schulz-Booßen geborene von Ricaud-Tiregale und Rudolph Schulz-Booßen an der Dorfkirche Booßen

Mitte des 19. Jahrhunderts besiedelten Bergarbeiter den Ort. Vom Kohlebergbau zeugen heute noch Abraumhalden.
Das Rittergut Booßen gehörte von Mitte des 19. Jahrhunderts bis 1925 der Familie Schulz. Die Familie Schulz ist eine alte märkische Gutsbesitzersfamilie, die schon seit mehreren Generationen zu den größten Grundbesitzerfamilien der Gegend gehört. Zur Familie gehören Bertha Schulz-Booßen geborene von Ricaud-Tiregale (* 23. Juli 1834 in Landsberg an der Warthe; † 22. Februar 1922 in Booßen), Tochter des Oberstleutnant von Ricaud-Tiregale, Vicomte d'Almanon und ihr Mann Rudolph Schulz-Booßen (auch Rudolf) (* 7. Januar 1827 in Berlin; † 8. Januar 1899 in Berlin), Reichstags- und Landtagsabgeordneter für die National-Liberale Partei, Rittergutsbesitzer auf Booßen und Eigentümer von vier anderen Gütern, darunter dem Gut Sembten (Semtyń).
1925 wurde die Landgesellschaft Eigene Scholle Eigentümerin des 2000 Morgen großen Rittergutes Booßen. Am 1. August 1926 wurde die Eisenbahnverbindung zwischen Frankfurt (Oder) und Booßen freigegeben.
1931 erhielt die Besitzerin des Rittergutes Booßen, die Landgesellschaft Eigene Scholle, trotz der bestehenden Bergbauberechtsame der Berliner Bubiag die Genehmigung, die Grundstücke für eine Bebauung zu parzellieren. Die Bubiag hatte nach längeren Verhandlungen einen breiten Streifen beiderseits der Bahnstrecke zur Bebauung freigegeben. Etwa 300 Morgen der Flächen waren zuvor an die Großgärtnerei Böttner verpachtet gewesen. Die Grundstücke wurden in 28 Morgen große Parzellen für kleinbäuerliche Rinderspannstellen und in 2,5 Morgen große Parzellen für Arbeiter aufgeteilt. Am Vorwerk Hexenberg (heute Kliestow) waren acht Kleinbauernstellen vorgesehen. Am Bahnhof Booßen wurden 52 Kleinsiedlerstellen geplant. Das übrige Gut sollte in bäuerliche Stellen aufgeteilt werden. Die Schweinezucht auf der Schäferei wurde in einem Gestüt für schwarze und Edelschweine fortgeführt.
Seit dem 1. Januar 1974 ist Booßen in die Stadt Frankfurt (Oder) eingemeindet.

## Politik
Im Ortsteil Booßen besteht der unmittelbar gewählte Ortsbeirat aus fünf Mitgliedern. Ortsvorsteherin ist Marion Krüger.

## Kultur und Sehenswürdigkeiten

### Kirche

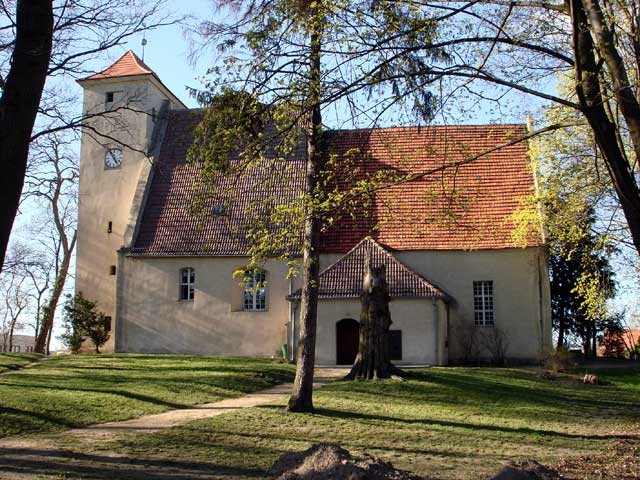
Dorfkirche Booßen, 2010

Nach der Gründung Booßens ist im Zuge einer Besiedlungswelle durch die Askanier in der ersten Hälfte des 13. Jahrhunderts wurden neu angesiedelte Bauern verpflichtet, die auf den Feldern gesammelten Feldsteine auf den Berg zu bringen. Der Chor des Gebäudes wurde nach 1250 aus Feldsteinen erbaut. Aus dem Jahr 1317 stammt die älteste Erwähnung der Kirche, als Markgraf Waldemar das Dorf an die Stadt Frankfurt (Oder) übertrug. Um 1370 wurde sie westlich durch ein kurzes Langhaus erweitert. Chor und Langhaus tragen ein Satteldach. Etwa 1480 wurde ein aus der Achse nach Norden verschobener Kirchturm mit Walmdach errichtet. Die Sakristei im Norden des Chors ist circa 1545 entstanden. Später kam an der Südseite des Chors eine Vorhalle hinzu. Im Dreißigjährigen Krieg wurde die Kirche bis auf die Umfassungsmauern zerstört. Im Renaissancestil wurde sie 1671 wieder aufgebaut und eingeweiht. An der Turmwestseite bildet ein spitzbogiges Portal mit gestuftem Gewände der Hauptzugang. 1871 erhielt die Kirche einen neuen Altar und eine neue Kanzel. 1961 bekam die Kirche eine komplette Neugestaltung. Dabei wurden der neugotische Altar von 1871 und die Emporen an den Langseiten, die wohl in Zusammenhang mit dem Altar standen, entfernt. Ebenso wurde das noch von 1671 erhaltene Gestühl beseitigt. Am 11. November 1962 wurde die Kirche wieder eingeweiht. 1989 erfolgte eine malermäßige Instandsetzung. Das Kirchenschiff ist entlang der West- und der Südwand von Emporen umgeben. Die Decke des Schiffs ist als hölzernes Tonnengewölbe ausgearbeitet. Der Zugang vom Schiff zur Sakristei verfügt über einen spätgotischen Beschlag.
Die Orgel wurde 1844 auf der Westempore aufgestellt. Wegen der Orgel musste die ansonsten flache Decke als Tonnengewölbe gestaltet werden. Der unbekannte Erbauer der Orgel hat auch die Orgel in der Kliestower Kirche gebaut.
Die im Kern mittelalterliche Dorfkirche in Booßen gehört zu den offenen Kirchen in Brandenburg. Im Innern sind mehrere alte Kunstgegenstände vorhanden. Ein lebensgroßes, koloriertes Holzkruzifix an der Ostseite wurde um 1490 gefertigt. An der Nord- und Südwand befinden sich zwei 1671 entstandene Tafelbilder mit der Darstellung der Kreuzigung und der Grablegung Christi. Auch aus dem Jahr 171 stammen zwei farbig gefasste Reliefs der Evangelisten Matthäus und Johannesdsawd an der Südseite und eine Rundplastik „Christus auf dem Drachen“ in der Sakristei. Die Rundplastik könnte Teil des Kanzelaltars gewesen sein, der bei der Umgestaltung der Kirche 1871 einem neugotischen Altar weichen musste. Es gibt ein Tafelbild mit Christus auf dem Ölberg von 1871. Bei einer Sandsteintaufe sind Herkunft und Entstehung ungewiss.
Der Gemeinderaum befindet sich im ehemaligen Pfarrhaus in der Berliner Straße. Pfarrerin für die evangelische Kirchengemeinde war 2023 Susanne Noack.

### Bismarckturm

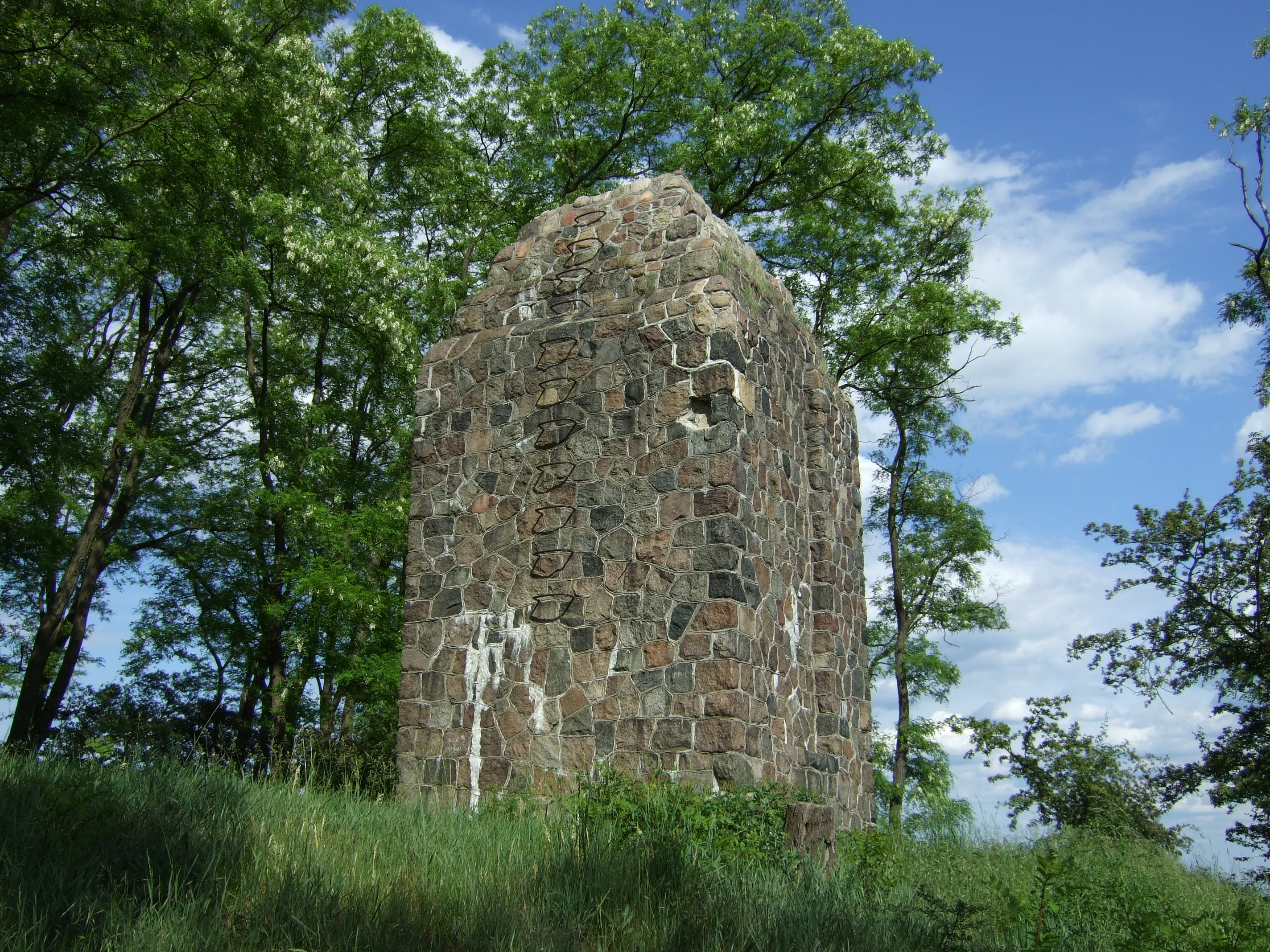
Bismarck-Säule auf dem Großen Kapberg in Booßen

Zu Ehren des 1890 entlassenen ersten deutschen Reichskanzlers Fürst Otto von Bismarck wurden seit 1868 an vielen Orten Deutschlands Bismarckdenkmäler errichtet. So auch der Turm in Booßen, der auf Initiative der dort ansässigen Rittergutsfamilie Schulz erbaut wurde. Das genaue Einweihungsdatum ist nicht schriftlich belegt. Es wird angenommen, dass der Bismarckturm anlässlich des 100. Geburtstages Fürst Otto von Bismarcks am 1. April 1915 eingeweiht wurde. 2006 wurde er saniert. Mit 6,15 m Höhe ist er heute die höchste Erhebung der Stadt Frankfurt (Oder).

### Schloss

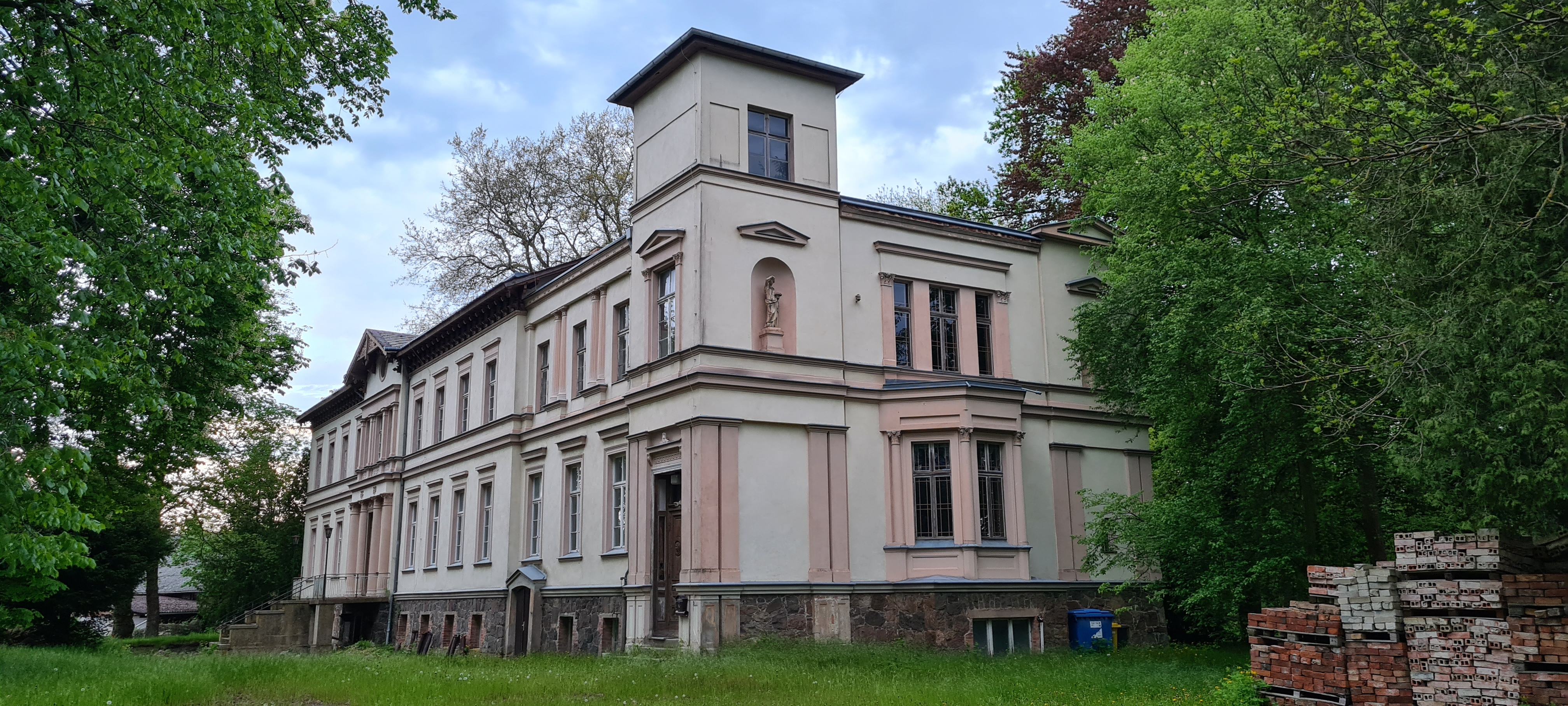
Schloss Booßen

Das Schloss wurde 1848 im spätklassizistischen Stil erbaut und später erweitert. Vollständig genutzt wurde es bis 1993 als Senioren- und Pflegeheim. Bis 2013 nutzten eine Kindertagesstätte und ein Jugendclub Räumlichkeiten des alten Schlosses. Das Schloss wurde im Herbst 2013 an einen Unternehmer verkauft.

## Wirtschaft und Infrastruktur

### Verkehr

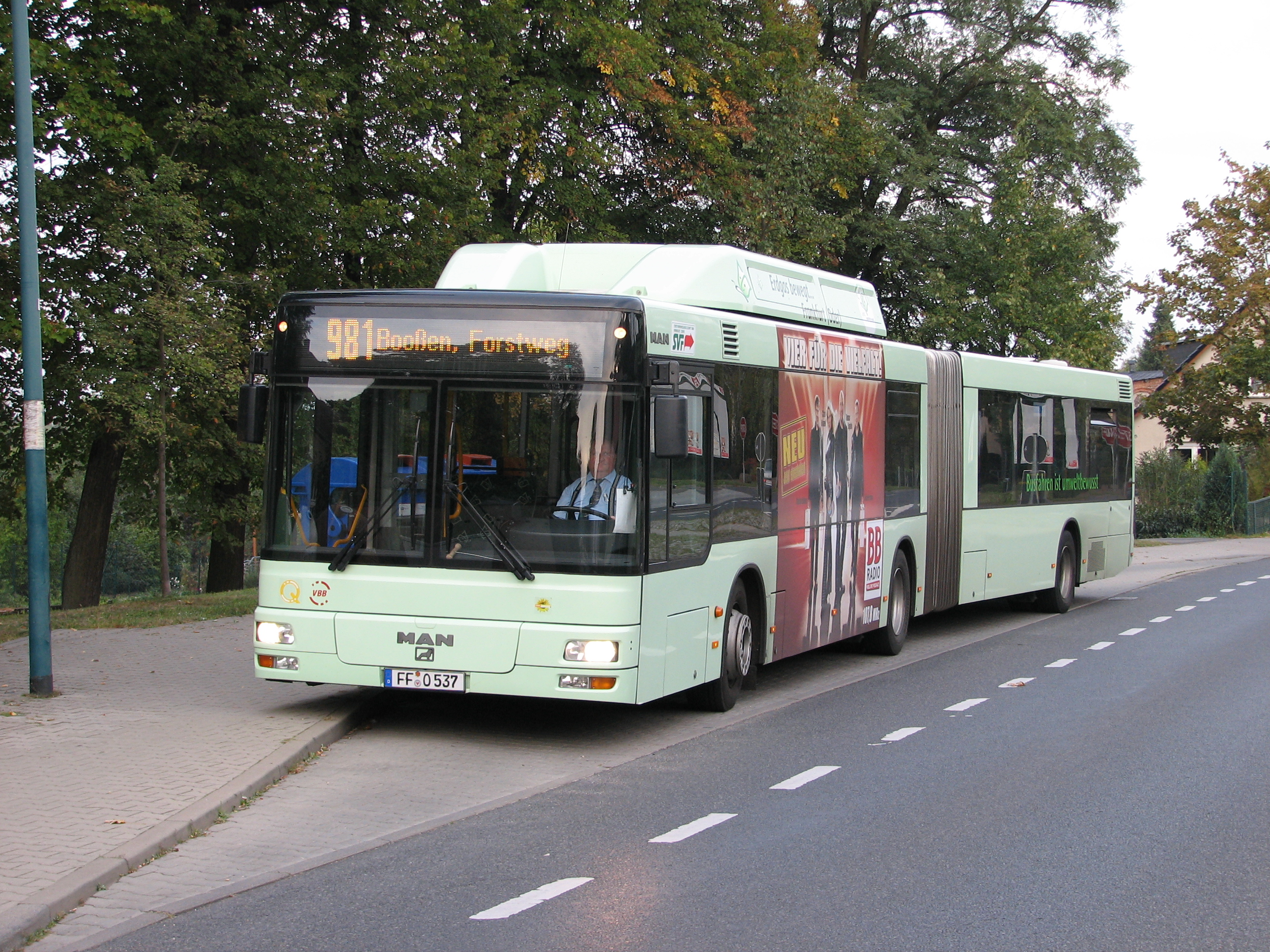
Bus-Linie 981

Booßen liegt westlich von Frankfurt (Oder) an der Bundesstraße 5 nach Berlin weiterführend, an der Oder-Lausitz-Straße und an der Bahnstrecke Eberswalde–Frankfurt (Oder). Nach Booßen fährt die Buslinie 981 aus Frankfurt (Oder) und die Linie 967 aus Müncheberg kommend. Der Bahnhof Booßen wurde 1880 eröffnet, 1910 verlegt und 1996 für den Personenverkehr geschlossen. Das Empfangsgebäude steht unter Denkmalschutz.

### Wirtschaft
Von 1843 bis 1925 lebte der Ort Booßen vom Bergbau.
Die heutige Wirtschaft ist geprägt durch Fischzucht, Agrarwirtschaft und privates Handwerk.

### Bildung
In Booßen gibt es die zum Staatlichen Schulamt Frankfurt (Oder) gehörende Grundschule am Mühlenfließ.

### Feuerwehr
1905 wurde in Booßen die Freiwillige Feuerwehr gegründet.

### Vereine
- Ortsverein Booßen e. V.
- SV Union Booßen e. V.
- Heimatverein „Alte Brennerei“ e. V.
- Carnevals-Club Booßen e. V.
- Freizeitsportverein Booßen e. V.
- Schießsportverein „Märkische Teufel“ e. V.

## Persönlichkeiten
- Karl von Gerlach (1792–1863), Polizeipräsident in Berlin sowie Regierungspräsident in Köln und Erfurt
- Rudolph Schulz (1827–1899), Reichstags- und Landtagsabgeordneter
- Wieland Bruch (* 1961), Großmeister für Schachkomposition.